# Chicken Hawk: Men Who Love Boys
Chicken Hawk: Men Who Love Boys és un documental del 1994 produït, escrit i dirigit per Adi Sideman. En el film, membres de la North American Man/Boy Love Association debaten sobre per què donen suport a les relacions sexuals entre homes i joves per sota de l'edat de consentiment. La producció va contribuir a elevar el coneixement de l'organització. En algunes ciutats va ser prohibit. Stephen Holden el va qualificar de "cru" i va escriure a The New York Times: "Té un títol inflamatori que contrasta amb el seu retrat equànime de la North American Man/Boy Love Association". L'FBI també va analitzar la pel·lícula.